# Stephen Hendry
Stephen Hendry (South Queensferry, 13 gennaio 1969) è un giocatore di snooker scozzese.

## Biografia
Nacque a South Queensferry nel 1969. Professionista dal 1986, a soli 21 anni, nel 1990 ha raggiunto per la prima volta la prima posizione nella classifica mondiale di merito, mantenendosi per i due decenni successivi sempre fra i primi tre al mondo. Avendo mantenuto il dominio assoluto per tutti gli anni novanta e avendo vinto 36 tornei validi per la classifica mondiale, è considerato tra i migliori giocatori della storia di questa specialità. Tra i numerosi titoli conquistati vi è quello nel campionato mondiale di snooker, vinto per sette volte tra il 1990 e il 1999. Nel 2012, dopo avere disputato il suo 27º mondiale consecutivo, decise di chiudere la sua carriera professionistica.

### Carriera
Diventò, in poco tempo, uno dei migliori giocatori dello snooker: lo scozzese vinse infatti nel 1987 il Grand Prix contro Dennis Taylor, il primo di 57 titoli vinti da lui. L'anno dopo approda addirittura in finale allo UK Championship ma perde contro il gallese Doug Mountjoy. Hendry si rifece la stagione successiva imponendosi contro Steve Davis e conquistando il primo titolo della Tripla corona. Nella stagione 1988-1989 raggiunge il primo posto anche al Masters, ripetendosi anche l'anno dopo contro John Parrott, battuto anche l'anno prima. Oltre al Masters, nella stagione 1989-1990 lo scozzese conquista il primo dei sette Mondiali in carriera contro l'inglese Jimmy White e conquistando per la prima volta la prima posizione in carriera.
Nel 1991 vince il terzo Masters di fila, mentre al Mondiale esce inaspettatamente contro Steve James. Ciò gli impedisce di vincere tutti e tre titoli più importanti in una sola annata, dato anche il 2° successo allo UK Championship. Hendry fu però impeccabile dalla stagione 1991-1992 alla 1996-1997 conquistando difatti, cinque Mondiali di fila, tra cui i primi quattro contro White e l'ultimo contro Peter Ebdon, tre UK Championship e tre The Masters, mantenendo inoltre il 1º posto fino al maggio 1998, restandoci per poco meno di otto anni e stabilendo un record difficile da battere. Dopo di che i ritmi per il campione scozzese calarono, infatti nel 1999 vinse il suo ultimo Mondiale battendo il gallese Mark Williams.
Nel 2002 perse contro Ebdon la finale del Mondiale per un solo frame (18-17). Quella fu la sua ultima al Crucible di Sheffield. Il 6 febbraio 2005 Hendry sconfisse il connazionale Graeme Dott e conquistò la Malta Cup che fu il suo ultimo torneo Ranking vinto. Nella stagione 2011-2012 disputò il suo ultimo Mondiale prima di ritirarsi: lo scozzese sconfisse al 1º turno, Stuart Bingham, conquistando anche un Break da 147, agli ottavi vinse contro il connazionale John Higgins per 13-4 ma non ci fu nulla da fare ai quarti dove fu travolto da un altro scozzese, Stephen Maguire, per 13-2. Con la squadra scozzese Stephen Hendry vinse nel 1996 la Coppa del Mondo battendo insieme a John Higgins e Alan McManus l'Irlanda. Cinque anni dopo la sconfissero nuovamente alla Nations Cup.
Il 1º settembre 2020 il World Snooker Tour comunica sul sito ufficiale di aver assegnato a Stephen Hendry una carta d'accesso al Main Tour di due stagioni (2020-2021 e 2021-2022), la quale permette allo scozzese di fare il suo ritorno tra i professionisti dal 2012, anno del suo ritiro dallo snooker giocato.
BREAK MASSIMI DA 147: (11)
| PRIMO BREAK MASSIMO DA 147 | PRIMO BREAK MASSIMO DA 147 | PRIMO BREAK MASSIMO DA 147 |
| -------------------------- | -------------------------- | -------------------------- |
| ANNO                       | AVVERSARIO                 | COMPETIZIONE               |
| 1992                       | Willie Thorne              | Matchroom League           |

| ULTIMO BREAK MASSIMO DA 147 | ULTIMO BREAK MASSIMO DA 147 | ULTIMO BREAK MASSIMO DA 147 |
| --------------------------- | --------------------------- | --------------------------- |
| ANNO                        | AVVERSARIO                  | COMPETIZIONE                |
| 2012                        | Stuart Bingham              | Campionato Mondiale         |

## Vita privata
È stato sposato dal 1995 al 2014 con Mandy Tart ed ha due figli di nome Blaine e Carter. Nel tempo libero Stephen si diverte a giocare a poker con gli amici, partecipando anche a importanti tornei. Hendry è inoltre un grande tifoso della squadra di calcio degli Hearts, militante nella Premiership scozzese.

## Finali disputate

### Tornei Ranking: 57 (36 vittorie / 21 sconfitte)
| Torneo                                                                                     | Edizione | Edizione | Risultato | Avversario        | Punteggio |
| ------------------------------------------------------------------------------------------ | -------- | -------- | --------- | ----------------- | --------- |
| Campionato mondiale 7 finali vinte (record condiviso con Ronnie O'Sullivan) 2 finali perse | 1        | 1990     | Vittoria  | Jimmy White       | 18–12     |
| Campionato mondiale 7 finali vinte (record condiviso con Ronnie O'Sullivan) 2 finali perse | 2        | 1992     | Vittoria  | Jimmy White       | 18–14     |
| Campionato mondiale 7 finali vinte (record condiviso con Ronnie O'Sullivan) 2 finali perse | 3        | 1993     | Vittoria  | Jimmy White       | 18–5      |
| Campionato mondiale 7 finali vinte (record condiviso con Ronnie O'Sullivan) 2 finali perse | 4        | 1994     | Vittoria  | Jimmy White       | 18–17     |
| Campionato mondiale 7 finali vinte (record condiviso con Ronnie O'Sullivan) 2 finali perse | 5        | 1995     | Vittoria  | Nigel Bond        | 18–9      |
| Campionato mondiale 7 finali vinte (record condiviso con Ronnie O'Sullivan) 2 finali perse | 6        | 1996     | Vittoria  | Peter Ebdon       | 18–12     |
| Campionato mondiale 7 finali vinte (record condiviso con Ronnie O'Sullivan) 2 finali perse | 7        | 1997     | Sconfitta | Ken Doherty       | 12–18     |
| Campionato mondiale 7 finali vinte (record condiviso con Ronnie O'Sullivan) 2 finali perse | 8        | 1999     | Vittoria  | Mark Williams     | 18–11     |
| Campionato mondiale 7 finali vinte (record condiviso con Ronnie O'Sullivan) 2 finali perse | 9        | 2002     | Sconfitta | Peter Ebdon       | 17–18     |
| UK Championship 5 finali vinte 5 finali perse                                              | 1        | 1988     | Sconfitta | Doug Mountjoy     | 12–16     |
| UK Championship 5 finali vinte 5 finali perse                                              | 2        | 1989     | Vittoria  | Steve Davis       | 16–12     |
| UK Championship 5 finali vinte 5 finali perse                                              | 3        | 1990     | Vittoria  | Steve Davis       | 16–15     |
| UK Championship 5 finali vinte 5 finali perse                                              | 4        | 1993     | Sconfitta | Ronnie O'Sullivan | 6–10      |
| UK Championship 5 finali vinte 5 finali perse                                              | 5        | 1994     | Vittoria  | Ken Doherty       | 10–5      |
| UK Championship 5 finali vinte 5 finali perse                                              | 6        | 1995     | Vittoria  | Peter Ebdon       | 10–3      |
| UK Championship 5 finali vinte 5 finali perse                                              | 7        | 1996     | Vittoria  | John Higgins      | 10–9      |
| UK Championship 5 finali vinte 5 finali perse                                              | 8        | 1997     | Sconfitta | Ronnie O'Sullivan | 6–10      |
| UK Championship 5 finali vinte 5 finali perse                                              | 9        | 2003     | Sconfitta | Matthew Stevens   | 8–10      |
| UK Championship 5 finali vinte 5 finali perse                                              | 10       | 2006     | Sconfitta | Peter Ebdon       | 6–10      |
| Grand Prix                                                                                 | 1        | 1987     | Vittoria  | Dennis Taylor     | 10–7      |
| Grand Prix                                                                                 | 2        | 1990     | Vittoria  | Nigel Bond        | 10–5      |
| Grand Prix                                                                                 | 3        | 1991     | Vittoria  | Steve Davis       | 10–6      |
| Grand Prix                                                                                 | 4        | 1995     | Vittoria  | John Higgins      | 9–5       |
| British Open                                                                               | 1        | 1988     | Vittoria  | Mike Hallett      | 13–2      |
| British Open                                                                               | 2        | 1991     | Vittoria  | Gary Wilkinson    | 10–9      |
| British Open                                                                               | 3        | 1997     | Sconfitta | Mark Williams     | 2–9       |
| British Open                                                                               | 4        | 1998     | Sconfitta | John Higgins      | 8–9       |
| British Open                                                                               | 5        | 1999 (2) | Vittoria  | Peter Ebdon       | 9–1       |
| British Open                                                                               | 6        | 2003     | Vittoria  | Ronnie O'Sullivan | 9–6       |
| / Asian Open                                                                               | 1        | 1989     | Vittoria  | James Wattana     | 9–2       |
| / Asian Open                                                                               | 2        | 1990     | Vittoria  | Dennis Taylor     | 9–3       |
| International Open                                                                         | 1        | 1989     | Sconfitta | Steve Davis       | 4–9       |
| International Open                                                                         | 2        | 1997     | Vittoria  | Tony Drago        | 9–1       |
| Dubai Classic                                                                              | 1        | 1989     | Vittoria  | Doug Mountjoy     | 9–2       |
| Dubai Classic                                                                              | 2        | 1990     | Vittoria  | Steve Davis       | 9–1       |
| Dubai Classic                                                                              | 3        | 1992     | Sconfitta | John Parrott      | 8–9       |
| European Open                                                                              | 1        | 1990     | Sconfitta | John Parrott      | 6–10      |
| European Open                                                                              | 2        | 1993 (1) | Sconfitta | Steve Davis       | 4–10      |
| European Open                                                                              | 3        | 1993 (2) | Vittoria  | Ronnie O'Sullivan | 9–5       |
| European Open                                                                              | 4        | 1994     | Vittoria  | John Parrott      | 9–3       |
| European Open                                                                              | 5        | 2001     | Vittoria  | Joe Perry         | 9–2       |
| European Open                                                                              | 6        | 2003     | Sconfitta | Ronnie O'Sullivan | 6–9       |
| The Classic                                                                                | 1        | 1991     | Sconfitta | Jimmy White       | 4–10      |
| The Classic                                                                                | 2        | 1992     | Sconfitta | Steve Davis       | 8–9       |
| Welsh Open                                                                                 | 1        | 1992     | Vittoria  | Darren Morgan     | 9–3       |
| Welsh Open                                                                                 | 2        | 1997     | Vittoria  | Mark King         | 9–2       |
| Welsh Open                                                                                 | 3        | 1999     | Sconfitta | Mark Williams     | 8–9       |
| Welsh Open                                                                                 | 4        | 2003     | Vittoria  | Mark Williams     | 9–5       |
| Welsh Open                                                                                 | 5        | 2005     | Sconfitta | Ronnie O'Sullivan | 8–9       |
| Scottish Open                                                                              | 1        | 1999     | Vittoria  | Graeme Dott       | 9–1       |
| Thailand Masters                                                                           | 1        | 2000     | Sconfitta | Mark Williams     | 5–9       |
| Thailand Masters                                                                           | 2        | 2001     | Sconfitta | Ken Doherty       | 3–9       |
| Malta Cup                                                                                  | 1        | 2005     | Vittoria  | Graeme Dott       | 9–7       |
| China Open                                                                                 | 1        | 2005     | Sconfitta | Ding Junhui       | 5–9       |